# MID-FM

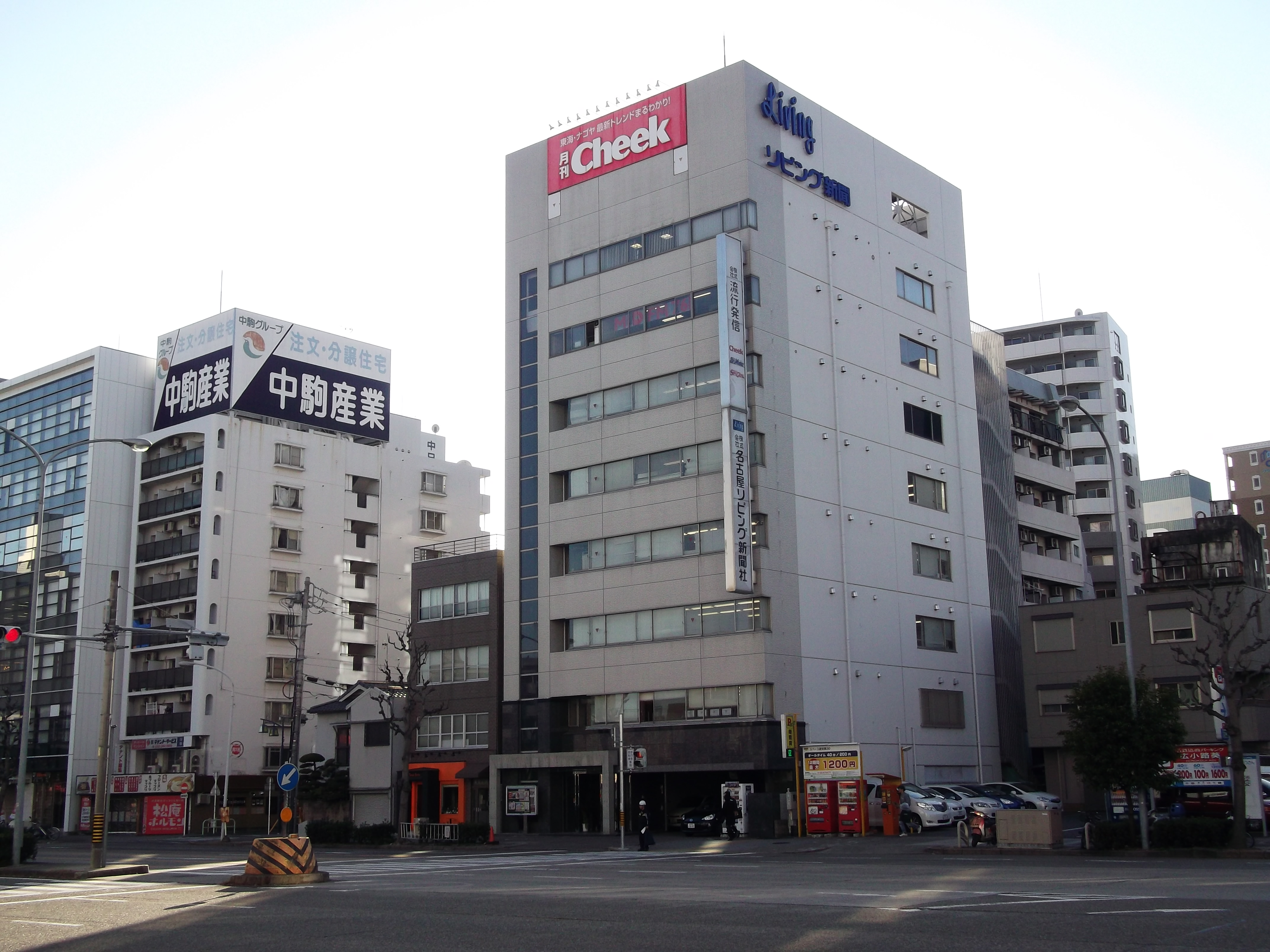
演奏所（2014年1月）

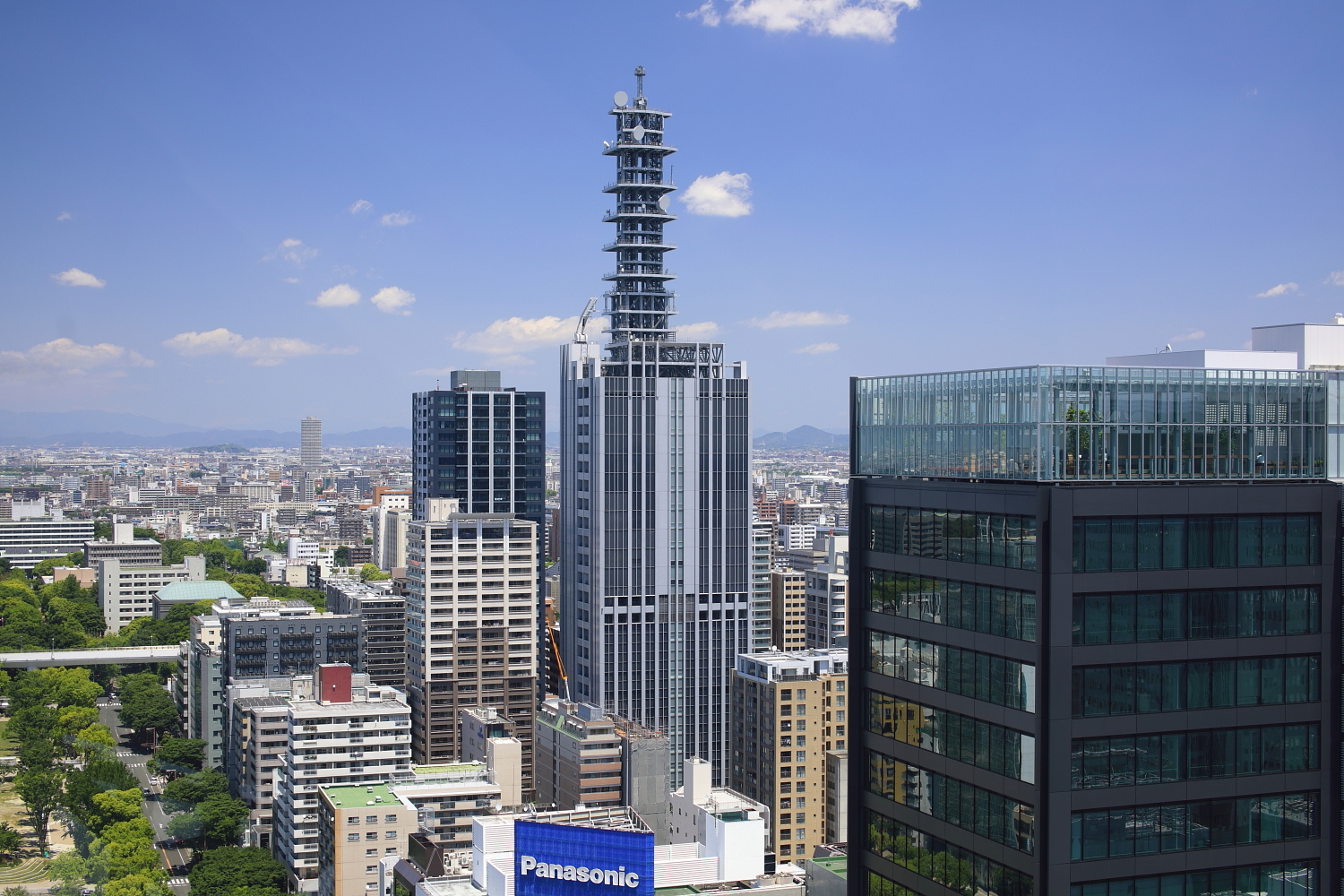
送信所（2022年5月）

株式会社MID-FM（ミッドエフエム）は、愛知県名古屋市東区の一部地域を放送区域として超短波放送（FM放送）をする特定地上基幹放送事業者である。MID-FM761（ミッド·エフエム·761）の愛称でコミュニティ放送をしている。

## 概要
事務所と演奏所は名古屋市中区に、送信所は東区にある。地上21階建てであるドコモ東海名古屋ビル上のアンテナから送信される。朝5：00を起点とした24時間放送。
MID-FMは、名古屋駅周辺のビル高層化に伴う送信電波効率の悪化と広告収入の減少が主原因で2008年6月13日に廃局した旧名古屋シティエフエム（愛称: SHANANA! FM又はCity FM 76.1）の再建として放送エリアを東区を中心に移動して新たに開局した。コールサインは変更しているが周波数は以前のままである。
放送エリアは東区を中心とした名古屋市・近郊都市全域で、エリア内人口は約300万人
。
名古屋市全域、あま市、弥富市、一宮市、海部郡（大治町、蟹江町、飛島村）、北名古屋市、小牧市、春日井市、尾張旭市、長久手市、日進市、みよし市、瀬戸市、豊明市、三重県桑名市など。FM++によりインターネットで聴取できる。
自社制作番組以外は、ミュージックバードの番組を放送している。
時報は局名の読み上げのあと、 880ヘルツの正報音で正時を知らせる。なお、時報が流れない時間もある。

## 沿革
- 2008年（平成20年）
  - 5月8日 - 株式会社MID-FM設立。
  - 6月13日 - 事実上の前身局であった名古屋シティエフエムが廃局。
  - 7月29日 - 放送局（現・特定地上基幹放送局）の予備免許取得。
  - 7月30日 - 開局前試験放送開始。
  - 8月20日 - 放送局の免許を取得し開局。
- 2009年（平成21年）
  - 4月1日 - SimulRadioに参加。
  - 6月14日 - スタジオ移設に伴い一時放送休止（9月15日午前11時より放送再開）。
  - 7月30日 - SimulRadioでの配信開始を9月に延期すると発表。
  - 9月1日 - SimulRadioを開始。
- 2011年（平成22年）1月5日 - 大規模な番組改編を実施。平日の生ワイド番組は1つのみとなる。
- 2012年（平成23年）2月3日 - 大治町との間に防災協定を締結[2]。
- 2018年（平成29年）
  - 6月1日 - 名古屋市との間に防災協定を締結[3]。
  - 8月27日 - 名古屋市防災ラジオとして、FM++でのインターネット放送を開始[4]。

## 主な番組
一部の番組を除き、自社制作。

### ワイド番組
- ちょっと、よこみち（月曜 14:00 - 17:00、2022年1月 - ）
  - 14:10 - ＆　16:00-　NEWS＆WEATHER
  - 14:30 - 名古屋ダイヤモンドドルフィンズ “BE US! GO BEYOND”
  - 第4月曜　15:30～　株式会社 ウェルシス
- 761オシッ!（火曜 14:00 - 17:00、2022年4月 - ）
  - 14:10 - ＆　16:00 -　NEWS＆WEATHER
  - 16:00 - 16:15　今週のコレ美味しい
- Wednesday Trend Finder （水曜 14:00 - 17:00、2024年4月 - ）
  - 14:40 - 14:50　くらしの豆知識
  - 15:40 - 15:50　お米マイスターサキ姐のDoする？
  - （月1回）16:20 - 16:50　龍の瞳 今井社長の米米ライフ
- みずみずしいをみつけるラジオ（木曜 14:00 - 17:00、2024年8月 - ）
  - 14:10 - ＆　16:00 - 　NEWS＆WEATHER
- Friday Hit Radio（金曜 14:00 - 18:00、2011年1月 - ）
  - 15:00 -　NEWS＆WEATHER
  - 17:30 - 　総合学園ヒューマンアカデミー名古屋校の気分は上々!!!

### その他
月曜日 - 木曜日
- TRY引越センター Presents 納屋橋"笑"RADIO![5]（17:30 - 18:00）

月曜日 - 土曜日
- SOUND FLOW（月曜 - 金曜　3:00 - 5:00、土 4:00 - 5:00）

月曜日
- ひろしとかず葉の歌で旅しよまい（第1週　18:30 - 19:00）
- 沢田正人のこの愛抱きしめて（第2週 18:30 - 19:00）
- ～がじゅ・ゆきみ・わららママ～お祭りパラダイス（第3週 18:30 - 19:00）
- 西条ずの炎会（第4週 18:30 - 19:00）
- #アニソンジャズ RADIO（第5週 18:30 - 19:00）
- 魁TOPインタビュー（18:30 - 19:00）
- キラキラチアナイト（19:00 - 19:30）
- 尾張の日向ラジオ部屋（第1週 19:30 - 20:30）
- MIDワールドトレンドミュージック（第1週 20:00 - 20:30）
- 女将とEVAのときめきジャズ Night（第2・4週 19:30 - 20:00）
- みなせゴルフ俱楽部（第2・4週　20:00 - 21:00）
- 佐藤剛司の DA.MON.DE.（第3週 19:30-20:30）
- フィルらじ（第5週 19:30 - 20:00）
- マンデーナイトルーキー（第5週 19:30 - 20:00）
- 旅だ、セブ島だ、ダイビングだ（第1週 20:30 - 21:00）
- 元祖手羽先唐揚 風来坊プレゼンツ 広瀬まりのべっぴんヴォイス（第2週 20:30 - 21:00）
- ママ夢ラジオ名古屋（第3週 20:30 - 21:00）
- 看護師るみみのシークレットダイエット（第4週 20:30 - 21:00）
- MIDワールドトレンドミュージック（第5週 20:30 - 21:00）
- ワンアゲ!（21:00 - 22:00）
  - #しゃちとも（21:30 - 21:40）
- 坂本つとむの人生上等（第1・3週 22:00 - 22:30）
- シェーンズーのシェンずるものは救われる（第2週 22:00 - 22:30）
- 神やんのラジオ全部のせっ!（第4週 22:00 - 22:30）
- MIDワールドトレンドミュージック（第5週 22:00 - 22:30）
- Radio Katze～Manage～（第1週 22:30 - 23:00）
- でらすまのハッピーにいこみゃ〜か!（第2週 22:30 - 23:00）
- meinaのマリオネットtime（第3週 22:30 - 23:00）
- Katzeのマジカル夢相談（第4週 22:30 - 23:00）
- Linon～輝く唯一の貴女へ～（第5週 22:30 - 23:00）
- レンガホリオのオオギリMonday（23:00 - 24:00）

火曜日
- 名古屋の防災!行こまい、やろまい、そなえ・まい（17:00 - 17:10・再放送：土・11:20 - 11:30）
- 書道家SUIVIのアートな時間（第1週 18:00 - 18:30）
- JACアカデミー 名作劇場（第2週 18:00 - 18:15）
- 占い師ぽんちゃんの聴くと運が良くなるラジオ!（第3週 18:00 - 18:30）
- なっきーの音楽大好き（第4週 18:00 - 18:30）
- AYAと陽子の音楽に乾杯!（18:30 - 19:00）
- 平野達也の時空旅行（19:00 - 19:30） - 金曜日から移動
- 弁護士 宇田幸生のリーガルあい!（第1週 19:30 - 20:00）
- 水野こういちのど真ん中ラジオ!（第2・4週 19:30 - 20:00）
- ナイト・オン・ザ・プラネット（第3週 19:30 - 20:00）
- MIDワールドトレンドミュージック（第5週 19:30 - 20:00）
- むつみのSuper Tuesday（第1・3・5週 20:00 - 21:00）
- Dr.MとEmuの Hyper Space Creation（第2週 20:00 - 21:00）
- Feel the Vibes!!（第4週 20:00 - 21:00）
- 桜山スイートから愛をこめて（第1週 21:00 - 21:30）
- 八重のPomoon Night（第2週 21:00 - 21:30）
- スピリチュアルダンサーTATEMASAの「スピリチュアルナイト」（第3週 21:00 - 22:00）
- 名古屋よいとこラジオ（第4週 21:00 - 22:00）
- かえるナインコード（第5週 21:00 - 21:30）
- 団塊ジュニアじゃNight（第1週 21:30 - 22:00）
- 壁に耳アリ!（第2週 21:30 - 22:00）
- 占い師・榊木胡桃のmoon river night（第3週 21:30 - 22:00）
- よっしーのZ世代じゃないよ（第5週 21:30 - 22:00）
- 佐藤あつしのワイルドで行こう!!（22:00 - 23:00）
- #はぴどり（第1・3週 23:00 - 23:30）
- ガーベラガーデン ババロアラジオ（第2・4週 23:00 - 23:30）
- しゅんちゃんの◯◯ラジオ（第5週 23:00 - 23:30）
- YUKO’S ROOM（23:30 - 翌0:00）
- 気分はアウェイ（翌0:00 - 1:00）

水曜日
- 素敵な映画を観よう（18:00 - 18:30）
- 元管制官の夢に向かってテイクオフ！（第1週 18:30 - 19:00）
- 新栄レディオ!!（第2・4週 18:30 - 19:00）
- LDHサポーターJUNJUNのアプデラジオ（第3週 18:30 - 19:00）
- フィルらじ（第5週 18:30 - 19:00）
- ボートレースチケットショップ栄 Presents しょあ＆のぞえの今夜もキャビらNight（第1週 19:00 - 20:00）
- スタッフ東海presents 元中日ドラゴンズ武山真吾のキャッチャーズメイク（第2週 19:00 - 20:00）
- 準規とミッツの語りBAR（第3週 19:00 - 20:00）
- 菊池優のKeep it up！（第4週 19:00 - 20:00、第5週 19:30 - 20:00）
- オトナ3人会議-スペシャリストが語る、人生を楽しむヒント-（20:00 - 20:30）
- Wednesday Lucky Call
  - ティーチャーRIEと学ぶ★「新・お金の保健室」（第1週 20:30 - 21:00）
  - 八重のPomoon きまぐれCafe（第2週 20:30 - 21:00）
  - とっくりおじさんの Delicious Life。（第3週 20:30 - 21:00）
  - FMきょっきーの保険営業Night!（第4週　20:30 - 21:00）
  - Special Program（第5週　20:30 - 21:00）
- カナメヤのキャンパスジャックラジオ（21:00 - 22:00）
- キャンドルズのGO!GO!RADIO（第1・3週 22:00 - 22:30）
- ぴーまんと、ほにゃらにゃら（第2・4週 22:00 - 22:30）
- MIDワールドトレンドミュージック（第5週 22:00 - 22:30）
- Tunes of time（22:30 - 23:00）
- 月刊バスケットボールFUN（第1週 23:00 - 24:00）
- RED CUP 極（第2週 23:00-24:00）
- 裏・月刊バスケットボールFUN（第3週 23:00 - 24:00）
- キャプテンのヒーロー研究所（第4週 23:00 - 24:00）
- ヨルノコエNEO（第5週 23:00 - 24:00）

木曜日
- 人生ライブラリー（第1・3週 18:30 - 18:45）
- 進め、みんなの危機管理教室（第2・4週 18:30 - 18:45）
- MIDワールドトレンドミュージック（第5週 18:30 - 18:45）
- イクヨのもうちょっといっとく（18:45 - 19:00）
- トシイトウと小浦杏奈のHappy time Happy music（第1週 19:00 - 19:30）
- ALTA presents 学生こみゅ.nagoya（第2週 19:00 - 19:30）
- みえろと歩む La vie en rose（第3週 19:00 - 19:30）
- kanayoのDreams come true（第4週 19:00 - 19:30）
- MIDワールドトレンドミュージック（第5週 19:00 - 19:30）
- おみゃあが言うな！木曜ラジオ（19:30 - 20:00）
- Thursday Fine Wave（20:00 - 20:30）
- Thursday Fine Wave（20:30 - 21:00）
- うらばん（21:00 - 22:00）
- MIDワールドトレンドミュージック（22:00 - 23:00）
- infinity! -bang!-（23:00 - 翌0:00）

金曜日
- ちよとあきえのオシャラジ！（第1週 18:00 - 18:30）
- 遠藤久弥のEarly TimeS（第3週 18:00 - 18:30）
- ARIAと伊塔大の ハルモニアランド～♫（第2・4週 18:00 - 18:30）
- フィルらじ（第5週 18:00 - 18:30）
- 納屋橋憲俊（18:30 - 19:00）
- Back In Time（19:00 - 20:00）
- AIRING RADIO TALK（20:00 - 21:00）
- DEEP 9 FRIDAY
  - 新世界をひらくラジオ（第1週 21:00 - 21:30）
  - シミたん・タイソンの今日も寝るんじゃねぇ（第2週 21:00 - 21:30）
  - ICOちゅ～～ぶ!!（第3週 21:00 - 21:30）
  - なるちゃんが 推して参る!（第4週 21:00 - 21:30）
  - sound bar cuisine（第5週　21:00 - 21:30）
- COCOにおいでン!みんなブラザー!（21:30 - 22:00）
- RADIO“ ROCK UP!!”（22:00 - 23:00）
  - サス✕ナビ～音楽×SDGsをテーマにしたラジオ&ライブイベント〜
- Friday Happy Night（23:00 - 23:30）
- I☆スペース（23:30 - 翌0:00）

土曜日
- 西寄ひがしの演歌特選市場（7:00 - 8:00）
- わっと!すまいる（8:00 - 9:00）
- WEEKEND COLORS.366（11:00 - 11:20）
- キャプテン☆kazukiのSKE48とアッセンブル（第1・3週 11:30 - 12:00）
- みちよのお茶目なトーク!!（第2週 11:30 - 12:00）
- miki ism（第4週 11:30 - 12:00）
- MIDワールドトレンドミュージック（第5週 11:30 - 12:00）
- MIDワールドトレンドミュージック（第1・2・3・5週 12:00 - 13:00）
- 青井英美の「MID Discover Japan」（第4週 12:00 - 13:00、2020年10月 - ）
- DJ Tom’s Jook Joint（18:00 - 19:00）
- ともだちのあと2年．．．[6]（第1週 19:00 - 20:00）
- なるとにたちのおしゃゴルサロン（第2週 19:00 - 19:30）
- あつまれ！みーあんの森（第2週 19:30 - 20:00）
- with me（第3週 19:00 - 20:00）
- 元祖爆笑王のお笑いに正解はない!（第4週 19:00 - 19:30）
- フラトレ　インストラクターかおるの「おしゃべりALOHA♪」（第4週 19:30 - 20:00）
- MIDワールドトレンドミュージック（第5週 19:00 - 20:00）
- のむりんとあそぼ（20:00 - 21:00）
- No pain No gain（21:30 - 22:00）
- JUST A HERO HiSAの夢を見てる奴らに送るぜ!（第1・3週 22:00 - 22:30）
- フィーバーな夜にしようよ（第1・3週 22:30 - 23:00）
- チバユウシのバーチーキャッスル!（第2週 22:00-23:00）
- ほっとするあたたかいひととき ～カナリアの朗読カフェ～（第4週 22:00 - 22:30）
- ティプシーナイト（第4週 22:30 - 23:00）
- TripleМのMって何？（第5週 22:00 - 23:00）
- B.S.R石川徹のMUSIC PANPOT（23:00 - 23:30）

日曜日
- 伊倉ゆうの「今夜もととのいたい!!」（0:00 - 1:00）
- Eri’s PickUp（9:54 - 10:00）

### 他社制作番組
- 近兼拓史のウィークリーワールドニュース（ラジオ大阪制作、木曜 18:00 - 18:30）
- 尾坂局長とたーなー先生の夢カナRADIO （ミュージックバード制作、水曜 24:00 - 24:30）※遅れネット
- SPACE SHOWER RADIO（エフエムおびひろ制作、水曜 24:30 - 25:00、2017年4月 - ）
- イトーとスドーの長めにモノ申し隊！（金曜13:00 - 14:00）
- スターダスト・レビューの星になるまで（調布エフエム放送制作、土曜21:00 - 21:30、2021年4月 - ）
- ひろこの音部屋（FM熱海湯河原制作、土曜 23:30 - 翌0:00）
- リメンバー・ミュージック（ミュージックバード制作）

### NEWS&WEATER
- 番組の間で放送される、ニュースと天気予報。基本的にはMID-FM在籍スタッフ（本間八重ほか）が担当するが、一部他のパーソナリティーが担当することもある。

## かつて放送していた主な番組

### 帯番組・ワイド番組
- AFTERNOON JOCKY （2008年8月開局 - 2010年9月）
- EVENING JOCKY（2009年1月 - 2009年12月）
- 名古屋ウィメンズマラソン『RADIO RUN』（2013年4月 - 2016年4月 毎日 7:00 - 8:00）
- MID Feeling Good Times（2010年1月 - 2015年12月 月 - 金曜 14:00 - 18:00）
- 5時ラジDELUX（2008年8月開局 - 2008年12月）
- MID SOUND FLOWER（月曜 14:00 - 17:00、2020年10月 - 2021年12月）
- ヒルサカイ（火曜 14:00 - 17:00、2020年10月 - 2022年3月）
- CROSSOVER（水曜 14:00 - 17:00、2020年10月 - 2022年3月）
- Wednesday Music Wow!（水曜 14:00 - 17:00、2022年4月 - 2024年3月）
- Fresh!Fine!Radio!（木曜 14:00 - 17:00、2019年10月 - 2024年7月）

### その他
- 新栄i-com（2009年1月 - 2010年1月）
- グリーフケアラジオ「百万粒の涙を流そう」
- 新栄乙女が丘クリニック
- サタデーハイスクールマガジン

月曜
- 女神のBi Club（19:30 - 20:00）
- 織田川秀康のDA.MON.DE. （第3週 19:30 - 20:30）
- 石黒哲男のDragonsエンタメかわら版（20:00 - 21:00）
  - 中日ドラゴンズ球団職員の石黒哲男が直接パーソナリティーを務める番組。中日ドラゴンズに関する情報や素顔の選手の話題、ドアラ、チアドラゴンズのことなど、プロ野球全体のエンタメ情報からウラ情報まで幅広く届ける。
- 幸せ運ぶ放課後の占い師達（21:00 - 21:30）
- シャレナイト名古屋（21:30 - 22:00）
  - ミュージックバードを通じて全国各地の一部のコミュニティFM局でも放送していた。なお、放送時間は異なる。（火曜 26:00 - 27:00）
- 川口美香のMission Orange!!（第5週 22:30 - 23:00）
- イケメン!?なもんで喋りまSHOW! （第1週 19:30 - 20:30）
- ティプシーナイト（第2週 22:00 - 22:30）
- つねちゃんのナイトサファリ（第4週 22:00 - 22:30）
- 日々歩のドントウォーリービーハッピー（第4週 20:30 - 21:00）
- ティプシーナイト（第2週 22:00 - 22:30）
- 癒し巫女の夢を叶える マインド術をあなたに（第3週 20:30 - 21:00）
- ARIAと伊塔大の ハルモニアランド～（第3週 20:30 - 21:00）
- 耳つぼ師るみみのシークレットダイエット（第4週 20:30 - 21:00）

火曜
- MUSIC NOTE（第1・3・5週 18:00-18:15）
- NABE NABEラジオ（18:15 - 18:30）
- けんたろうもとむらのキラキラチアナイト（19:00 - 19:30）
- ドットーレ山口のll tempo di passione～情熱の時代～（19:30 - 20:30）
- しゅんちゃんの○○と会ってみたい（第5週 23:00 - 23:30）
- 笑方箋のドナサー（第3週 21:00 - 22:00）

水曜
- がるるとイッチーのはまぐりばなし（第3週 18:30 - 19:00）
- LoneMarch のTalk goes on（第5週 19:00 - 20:00）
- 弁護士とーへいのリーガルハーモニー（第3週 19:30 - 20:00）
- 就活中ing（21:00 - 22:00）
- 坂本つとむの人生上等（21:30 - 22:00）
- MID MUSIC TOWN!（23:00 - 24:00）
- 室将也とMUROCK Family（第1週 19:00 - 20:00）
- 田口淳之介のでらゆるラジオ（第2週 19:00 - 20:00）
- ボートレースチケットショップ栄 presents 齊藤しょあの今夜もキャビらNight（第1週 19:00 - 20:00）
- スタッフ東海 presents 元中日ドラゴンズ平田良介のどらヒット!2（第3週 19:00 - 20:00）
- スタッフ東海 presents TKO木下のアイするアイチ（第4週 19:00 - 20:00）
- 初美のHappy Story（第4週　20:30 - 21:00）
- ぴーまんとカトクミのいっちゃうレぃディオA面/B面（第2・4週 22:00 - 22:30）
- TOKAI PLATINUM NIGHT（第1週 18:30 - 19:00）
- 水曜日はヤサグレ気分。（20:00 - 20:30）
- Wednesday Lucky Call “ティーチャーRIEと学ぶ★「お金の保健室」（第1週 20:30 - 21:00）
- IDOL☆BANQUET（22:30 - 23:00）
- フジタクシー Presents TAXI'Shezの出発進行～！（第5週 19:00 - 19:30）

木曜
- 電気とロックどて煮ラジオ（第3週 19:00-19:30）
- 波乱万丈！キラ女deナイト（21:00 - 21:30）
- MIDxTracks（木曜 23:00 - 24:00）
- 平林健治のChatChatChat（第3週 19:00 - 19:30）
- 田内瑠乃のいい湯だな～（19:30 - 20:00）
- 西尾くんのもうちょっといっとく（18:45 - 19:00）

金曜
- こんな番組聞かないdayフライデーナイト（20:00 - 21:00）
- COCOにおいでン!みんなブラザー!（21:30 - 22:00）
- mctsuyoshi presents You-me Radio（23:00 - 23:30）
- NOAH（第2・4週 18:00 - 18:30）
- ラジオで異業種交流（第1週 18:00 - 18:30）
- sound bar cuisine（第2週 21:00 - 21:30）
- おみゃあが言うな！フライデーナイト5.5（20:00 - 21:00）

土曜
- ニチマdeレディオ・ショー（11:00 - 11:15）
- MUSIC NOTE MINI（11:25 - 11:30）
- 土曜3時！森下瑞堂のゆらゆら参拝（15:00 - 16:00）
- 今池レディオ（18:00 - 19:00）
- ベストボディ・ジャパンRADIO（第1・3週 11:30 - 12:00）
- JSTワールドトラベルサテライト（土曜 16:00 - 17:00、2009年10月 - 2020年9月、 2009年10月 - 2017年9月までは木曜 20:00 - 21:00）
- キャプアルらじお（第2週 19:00 - 19:30）
- 棚からひとつまみ（22:00 - 23:00）
- ホリンピックラジオ 真夜中の王国（23:00 - 翌0:00）
- フォーチューンアリーナ（21:00 - 21:30）
- 柴田まさえの知っ得!「週末のときめきHAPPYライフ」（第4週 11:30 - 12:00）
- Hawaiian 8 cafe（12:00 - 13:00、2011年4月 - ）
- 僕のアルカンジュのアルカンジュってなぁに?（第2週 19:00 - 19:30）
- オトナとコドモが気になる話（第2週 19:30 - 20:00）
- エンカレッジングミュージックタイム（第5週 19:00 - 20:00）
- 編集長とどうちょーのCho-Choア・ラ・モード（第4週 19:30 - 20:00）
- ぐずり。おじさん（第1・3週 22:30 - 23:00）
- RED CUP（第5週 11:30 - 12:00）
- 私立おしゃべり中学校（第5週 22:00 - 23:00）

他社制作番組
- 三輪一雄 歌の直行便（ラジオななお制作、2008年8月 - 2020年12月）
- IKKOのちょっとちょっと聞いて（2020年6月 - 2020年11月）

## MID-FM ライブTV
かつて平日の18:00～18:30（5時RAZI DELUX→EVENING JOCKY内）に放送されていた。2010年12月末で放送終了。インターネット動画配信サイト、栄の3か所の街頭ビジョン（全て「源’s街頭ビジョン」）との3元生放送で放送する。
ほぼ毎回インディーズゲストが出演しており、ゲストが出演しないときは、インディーズアーティスト情報を紹介していた。

## その他
- かつて東海地区で活動する映画パーソナリティーの松岡ひとみがいたため、松岡の映画のインタビューが放送されることがあった。インタビュー対象の多くは監督であるが、中には主演俳優のインタビューも放送されたこともある（過去には石原さとみや、水谷豊、岡田准一なども出演している）。
- 自社制作番組のうち、生放送の一部の番組はスタジオの様子をYouTubeで配信している。かつてはUSTREAMで配信しており、音声は一切なく、映像のみだった。

## 主なパーソナリティ

### 現在
- Cocoro - Friday Hit Radio
- 太廊（工作太朗） - Fresh!Fine!Radio
- 横井三千 - ちょっと、よこみち
- 伊倉ゆう - 761オシッ!、今夜もととのいたい!
- みかライスペーパーネキ - Wednesday Trend Finder
- DJ ToM - MIDアーティストセレクション、DJ Tom's Jook Joint、今池レディオ、MUSIC MONSTER
- 松井健斗 - カナメヤのキャンパスジャックラジオ

### 過去
- 新間正次 - 新間ちゃんのラジオde昼市
- ザ･ドーナッツ - 新間ちゃんのラジオde昼市 2代目アシスタント
- 平松伴康 -「5時RAZI DELUX」や「イブニングジョッキー」を担当。現在も番組への代打出演やMID-FM DJ SCHOOLなど関わりがある。その他、NHK名古屋放送局などで活動。
- 杉田Genn芳尚 - MID Feeling Good Times（月：「24/7 Twenty Four-Seven」）
- 駒村真 - Afternoon Jockey、MID Feeling Good Times（火：「Hot Café Tuesday」）
- 加藤千佳 - Afternoon Jockey、MID Feeling Good Times（木：「Bienvenueau Marché」）
- DJ TAK - MIDアーティストセレクションほか
- 酒井直斗 - ヒルサカイほか
- 山本航生 - MID AIR FLIGHT、CROSSOVERほか
- DALE - MUSIC MONSTER

## 主な株主
2021年9月現在
- 流行発信ホールディングス（2009年10月LRホールディングスより社名変更）
- Man to Man G.com
- エフエム愛知
- 名古屋トヨペット

流行発信ホールディングスとMan to Man G.comはマスメディア集中排除原則にいう支配関係にある。